# 岸壁の母 (映画)
「岸壁の母」（がんぺきのはは）は1976年（昭和51年）12月11日に公開された日本映画。製作は東宝映画。配給は東宝。カラー。上映時間は92分。

## 概要
いせ、新二、靖子。親子三人の小さな幸福は続かなかった。「必ず帰る」と太平洋戦争に出征した新二、激しい空襲の中で靖子は爆死、そして終戦。戦地へ行ったまま帰らぬ新二を舞鶴で待ち続けるいせの姿があった。

## スタッフ
- 製作：田中友幸、鈴木慶司、田中収
- 監督：大森健次郎
- 原作：端野いせ
- 脚本：村尾昭
- 撮影：市原康至
- 美術：育野重一
- 録音：矢野口文雄
- 照明：高島利雄
- 編集：池田美千子
- 助監督：西川常三郎
- 製作担当者：森知貴秀
- 音楽：津島利章

## キャスト
- 端野いせ：中村玉緒
- 端野新二：荻野尋（6歳時）、鹿又裕司（12歳時）、江藤潤（18歳時）
- 三村靖子：林寛子
- 片桐八郎：伊藤敏孝
- 三村義隆：亀谷雅彦
- 相沢進：大門正明
- 小松たか：荒木道子
- 小松国造：北村和夫
- 中根まさ代：吉野佳子
- 熊谷：滝島孝二
- 熊谷とみ子：寺島信子
- 長岡源吉：高城淳一
- はる江：八木昌子
- 弥助：伊藤雄之助
- 伊原しの：服部妙子
- 伊原勝：重田尚彦
- 桜井：加藤和夫
- 石原：神山勝
- 黒田刑事：賀川修嗣
- 本橋たい子：賀原夏子
- 二葉百合子